# Ejecución de Luis XVI

Revolución francesa. Ejecución de Luis XVI (1754-1793) el 21 de enero de 1793. Grabado en color.

La ejecución de Luis XVI, que tuvo lugar el lunes 21 de enero de 1793, fue uno de los acontecimientos más importantes de la Revolución francesa. Dicha ejecución fue realizada en la plaza de la Revolución (actual plaza de la Concordia), anteriormente conocida como plaza de Luis XV. La Convención Nacional había sentenciado a muerte al rey el 17 de enero en una votación realizada a viva voz por sugerencia de Jean-Paul Marat, y en la que la pena de muerte sin condiciones se impuso por 361 votos contra 290 votos por la prisión perpetua o destierro.

## Trayecto hasta la plaza de la Revolución

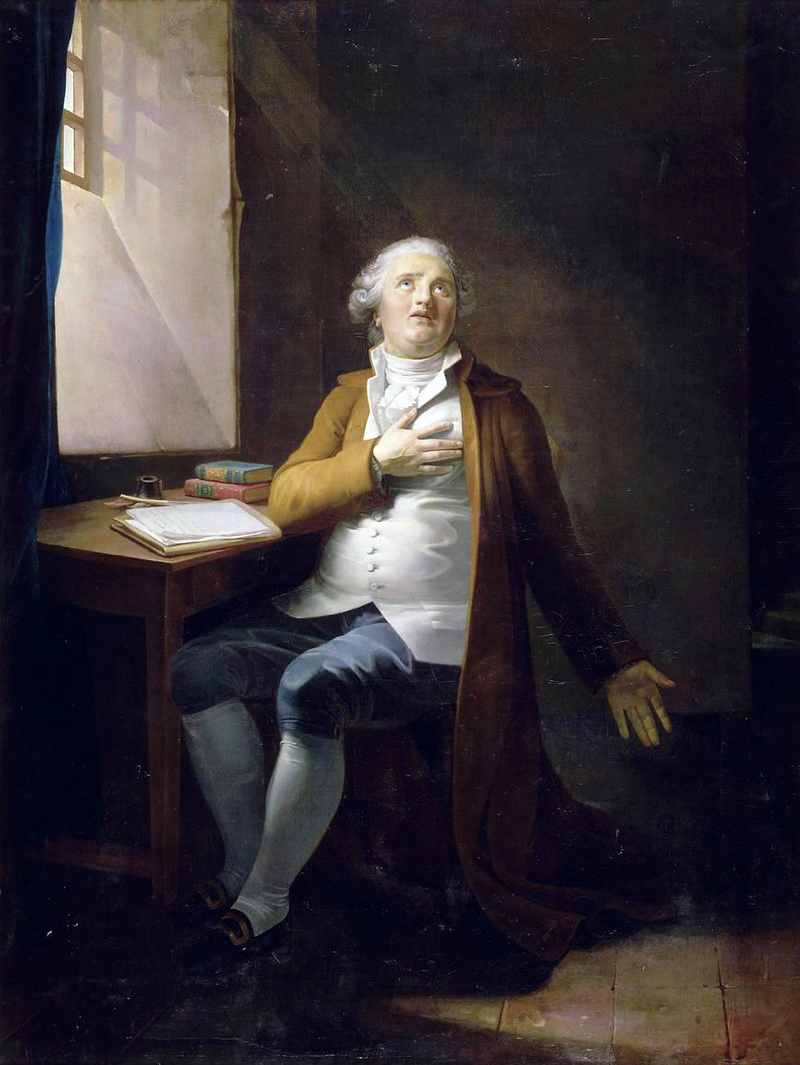
Luis XVI en el Temple, por Henri-Pierre Danloux.

Luis XVI se despertó a las 5:00 horas y se vistió con la ayuda de su valet Jean-Baptiste Cléry. Posteriormente se reunió con el cura irlandés no juramentado Henry Essex Edgeworth de Firmont para confesarse. El rey oyó su última misa, celebrada mediante una dirección especial de las autoridades y oficiada por Cléry, y recibió la comunión. Siguiendo el consejo de Edgeworth, Luis XVI evitó un último encuentro con su familia. A las 7:00 horas confesó sus últimas voluntades a Edgeworth: su anillo con el sello real sería destinado al delfín y su anillo de bodas a la reina. Tras recibir la bendición del cura, Luis XVI se reunió con Antoine Joseph Santerre, comandante de la guardia. A su salida de la prisión del Temple, donde la familia real llevaba recluida desde el mes de agosto de 1792, el rey se sentó en un carruaje de color verde estacionado en uno de los patios del edificio. Edgeworth se sentó a su lado, mientras dos militares ocuparon los asientos opuestos. El carruaje abandonó la prisión alrededor de las 9:00 horas.
Durante más de una hora, el carruaje, precedido por el sonido de unos tambores destinados a silenciar cualquier muestra de apoyo al rey y escoltado por una tropa de caballería con sables dibujados, realizó el trayecto hasta la plaza de la Revolución siguiendo una ruta compuesta por alrededor de 80.000 personas entre hombres armados, soldados de la Guardia Nacional y sans culottes.
En el vecindario de la actual rue de Cléry, el barón de Batz, aristócrata partidario de la monarquía que había financiado la fuga de Varennes, había reunido a un grupo de 300 realistas con el fin de ayudar al rey a escapar. Según el plan, Luis XVI sería escondido en una casa en la rue de Cléry perteneciente al conde de Marsan. El barón se adelantó y dijo: "¡seguidme, amigos míos, salvemos al rey!", pero sus cómplices habían sido denunciados y sólo unos pocos habían sido capaces de presentarse. Tres de ellos fueron asesinados, si bien de Batz logró escapar.
A las 10:00 horas, el carruaje llegó a la plaza y se adentró en la zona en donde había sido erigido el cadalso, el cual se hallaba rodeado por una multitud armada con picos y ballestas

## Ejecución

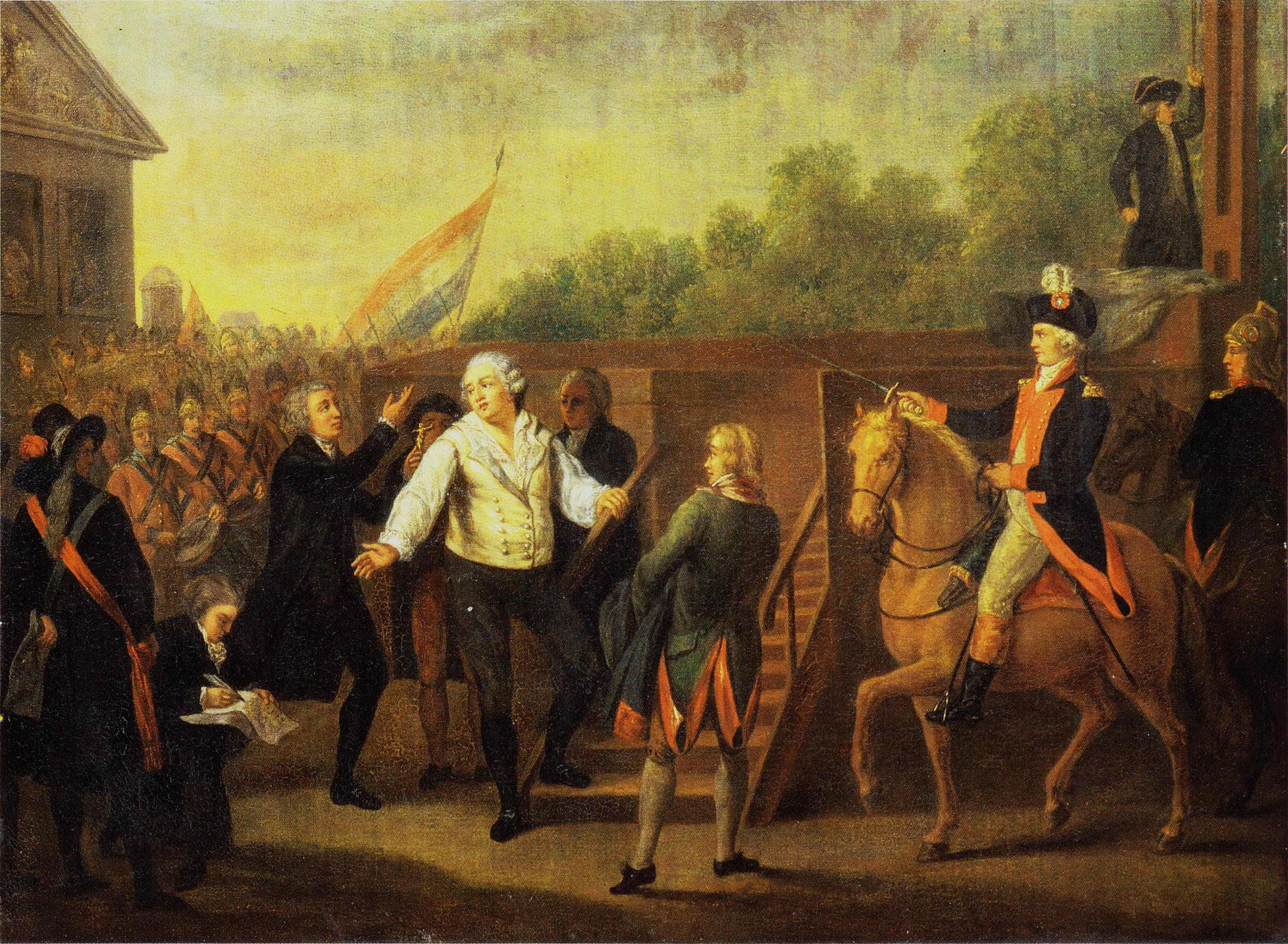
Luis XVI y el abad Edgeworth de Firmont al pie de la guillotina, el 21 de enero de 1793, por Charles Benazech.

Tras negarse inicialmente a que sus manos fuesen atadas, Luis XVI cedió ante la propuesta del verdugo de emplear su pañuelo en lugar de una cuerda. Después de que su cabello fuese cortado y el cuello de su camisa retirado, el rey fue subido al cadalso. Una vez allí, Luis XVI intentó pronunciar un discurso ante la multitud, el cual no pudo ser escuchado con claridad debido al sonido de los tambores. El monarca fue entonces tumbado sobre la plancha de madera de la guillotina, siéndole colocado un cepo con forma de media luna sobre el cuello para mantener fija la cabeza, tras lo cual fue inmediatamente ejecutado. Según algunos informes, la cuchilla no cercenó el cuello, sino que cortó a través de la parte posterior del cráneo y la mandíbula.

## Testimonios

### Henry Essex Edgeworth
Edgeworth, confesor de Luis XVI, escribió en sus memorias:

El camino que conducía al cadalso era extremadamente tosco y difícil de atravesar; el rey se vio obligado a apoyarse en mi brazo, y por la lentitud con que procedió, temí por un momento que su valor pudiera fallar; pero cual fue mi asombro, cuando llegué al último paso, sentí que de repente me soltó el brazo y lo vi cruzar con paso firme la anchura de todo el cadalso; silencio, sólo por su mirada, quince o veinte tambores que estaban colocados frente a mi; y con una voz tan fuerte, que debió haber sido escuchada en el Pont Tournant, le oí pronunciar con claridad estas memorables palabras: "muero inocente de todos los crímenes atribuidos a mi cargo; perdono a los que han ocasionado mi muerte; y rezo a Dios para que la sangre que vais a derramar nunca caiga sobre Francia".

### Prensa del día
El ejemplar del 13 de febrero del Thermomètre du jour, un periódico republicano moderado, describió al rey gritando "estoy perdido", citando como fuente de dicha información al verdugo Charles-Henri Sanson.

### Charles-Henri Sanson
Charles-Henri Sanson ofreció su propia versión de los hechos en una carta fechada el 20 de febrero de 1793:

Llegando al pie de la guillotina, Luis XVI miró por un momento a los instrumentos de su ejecución y preguntó a Sanson por qué los tambores habían dejado de sonar. Se adelantó para hablar, pero hubo gritos a los ejecutores para continuar con su trabajo. Tras ser sujetado, exclamó "¡mi gente, muero inocente!". Entonces, volviéndose hacia sus verdugos, Luis XVI declaró "caballeros, soy inocente de todo lo que se me acusa. Espero que mi sangre tal vez cimiente la buena fortuna de los franceses". La cuchilla cayó. Eran las 10:22. Uno de los asistentes de Sanson mostró la cabeza de Luis XVI a la gente, tras lo cual un grito de "¡viva la Nación! ¡viva la República!" surgió y se escuchó un saludo de artillería que llegó a los oídos de la familia real encarcelada.

### Henri Sanson
En sus "Causeries", Alejandro Dumas hace referencia a un encuentro alrededor de 1830 con Henri Sanson, primogénito de Charles-Henri Sanson, quien había estado presente en la ejecución:

"Ahora, ¿usted estaba diciendo que quería algo, Monsieur Dumas?"

     "Usted sabe cuantos dramaturgos necesitan información precisa, Monsieur Sanson. Puede que llegue el momento de poner a Luis XVI en escena. ¿Cuánto de verdad hay en la historia de la lucha entre él y los asistentes de su padre al pie del cadalso?
    "Oh, puedo hablarle de eso, monsieur, yo estuve allí".
    "Lo sé, por eso es a usted a quien le pregunto".

     "Bueno, escuche. El rey había sido conducido al cadalso en su propio carruaje y sus manos estaban libres. Al pie del cadalso decidimos atarle las manos, pero menos porque temiésemos que pudiera defenderse que porque pensásemos que un movimiento involuntario pudiese estropear su ejecución o hacerla más dolorosa. Así que un asistente esperó con una cuerda, mientras que otro le dijo: 'es necesario atarle las manos'. Al escuchar estas inesperadas palabras, ante la inesperada visión de esa cuerda , Luis XVI hizo un gesto involuntario de repulsión. '¡Nunca!' gritó, '¡nunca!' y empujó hacia atrás al hombre que sostenía la cuerda. Los otros tres ayudantes, creyendo inminente una lucha, se lanzaron hacia adelante. Esa es la explicación del momento de confusión interpretado a su manera por los historiadores. Fue entonces cuando mi padre se acercó y dijo, en el tono de voz más respetuoso que se pueda imaginar, 'con un pañuelo, señor'. Ante la palabra 'señor', que no había escuchado durante tanto tiempo, Luis XVI hizo una mueca, y en el mismo momento su confesor había pronunciado unas pocas palabras a él desde el carruaje, dijo '¡así sea, entonces, eso también, Dios mío!' y extendió sus manos".

### Leboucher
En una conversación con Victor Hugo en 1840, un hombre llamado Leboucher, quien había llegado a París desde Bourges en diciembre de 1792 y estuvo presente en la ejecución, dijo:

He aquí algunos detalles desconocidos. Los ejecutores eran cuatro; sólo dos realizaron la ejecución; el tercero permaneció al pie de la escalera, y el cuarto estuvo junto al carro que iba a transportar el cuerpo del rey al cementerio de la Magdalena y el cual estaba esperando a unos pocos pasos del cadalso.

Los ejecutores llevaban calzones, abrigos al estilo francés tal y como la Revolución los había modificado, y sombreros de tres picos con enormes escarapelas tricolores.

Ejecutaron al rey con sus sombreros puestos, y fue sin quitarse su sombrero que Sanson, sujetando por su cabello la cabeza cortada de Luis XVI, la mostró a la gente, y por unos pocos momentos dejó la sangre gotear por el cadalso.

### Louis-Sébastien Mercier
En Le nouveau Paris, Mercier describe la ejecución de Luis XVI en los siguientes términos:

¿ ...es realmente el mismo hombre que veo ser empujado por cuatro asistentes ejecutores, desvestido a la fuerza, su voz ahogada por los tambores, atado a una tabla, todavía luchando, y recibiendo la pesada cuchilla tan mal que el corte no va a través de su cuello, sino por detrás de su cabeza y su mandíbula, (...)?

## Jacques de Molay
Una popular aunque apócrifa leyenda asociada con la ejecución sostiene que tan pronto como la cuchilla cayó, un masón saltó sobre el cadalso, hundió su mano en la sangre, salpicó con ella a la multitud y gritó: "¡Jacques de Molay, estás vengado!" ("Jacques de Molay, tu es vengé!"). Jacques de Molay (muerto en 1314), último Gran maestre de la Orden del Temple, había maldecido a un ancestro de Luis XVI, Felipe IV de Francia, tras haber sido condenado por este último a ser quemado en la hoguera basándose en confesiones hechas bajo tortura. La historia se difundió rápidamente y la frase sigue empleándose actualmente para referirse al triunfo de la razón y la lógica sobre la superstición religiosa.

## Sepultura en el cementerio de la Magdalena

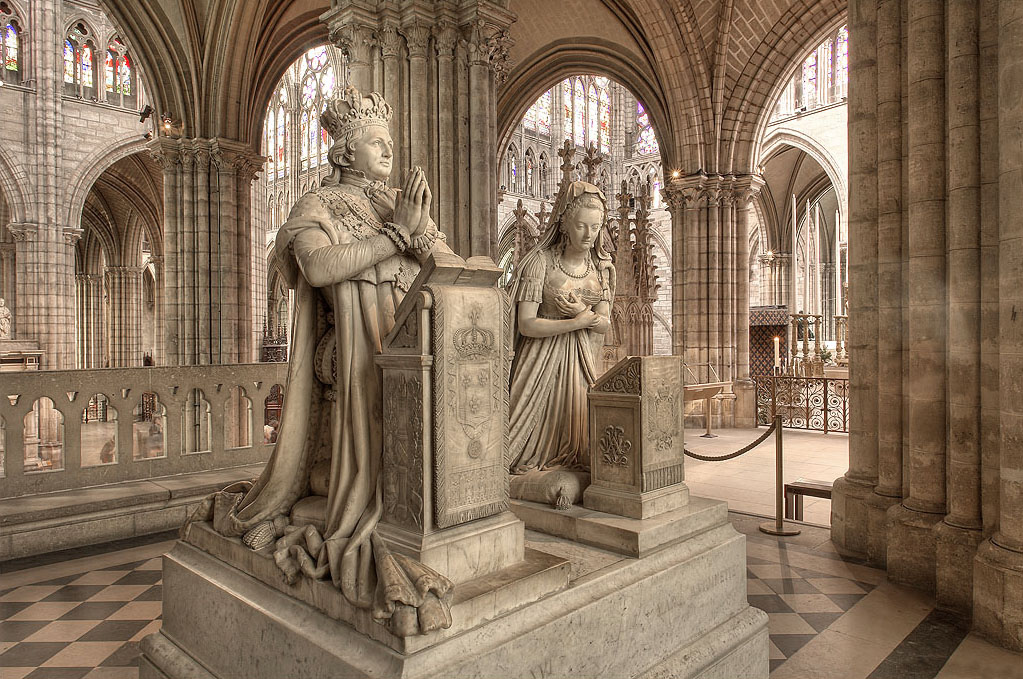
Cenotafio de Luis XVI y María Antonieta en la basílica de Saint-Denis.

El cuerpo de Luis XVI fue transportado inmediatamente después de la ejecución a la antigua iglesia de la Magdalena (demolida en 1799), debido a que la legislación vigente en aquel entonces prohibió que sus restos fuesen enterrados junto a los de su padre, el delfín Luis de Francia. 
Dos curas que habían jurado lealtad a la Revolución celebraron un breve servicio religioso en la iglesia. Uno de ellos, Damoureau, declaró:

Llegando al cementerio, llamé al silencio. Un destacamento de gendarmes nos mostró el cuerpo. Estaba vestido con un chaleco blanco y pantalones de seda grises con calcetines a juego. Cantamos vísperas y el servicio a los muertos.

Prosiguiendo con una orden ejecutiva, el cuerpo yacente en su féretro abierto fue arrojado sobre un lecho de cal viva al fondo del hoyo y cubierto con uno de tierra, (...). La cabeza de Luis XVI fue colocada a sus pies.

En 1815 se llevó a cabo la búsqueda de los restos de Luis XVI y su esposa con el fin de exhumarlos y enterrarlos en la basílica de Saint-Denis, donde en 1816 su hermano, el rey Luis XVIII, erigió un monumento funerario obra de Edme Gaulle, si bien, los restos de ambos monarcas, así como los de otras víctimas de la Revolución, no pudieron ser identificados debido al estado de los mismos, por lo que ambas tumbas constituyen cenotafios.

## Actualidad
La zona en que Luis XVI y, posteriormente, María Antonieta fueron enterrados (el patio de la iglesia de Santa María Magdalena), es actualmente la plaza Luis XVI, una zona verde en la cual se halla la Capilla Expiatoria, completada en 1826 durante el reinado de Carlos X. El altar de la misma se encuentra situado sobre el punto exacto en que fueron inicialmente depositados los restos de ambos monarcas.